# Castello di Mehun-sur-Yèvre
Il castello di Mehun-sur-Yèvre è un edificio fortificato situato nell'omonimo comune e ricostruito nelle fattezze attuali da Jean duca di Berry negli anni '10 del '400.

## Storia
Un antico castello fu costruito dalla famiglia Courtenay intorno al XII secolo. Il castello aveva la tipica caratteristica del periodo centrale del medioevo di essere un forte con torri quadrate. Passa poi alla fine del XIII secolo a Roberto III d'Artois. Nel 1360 entra a far parte del patrimonio di Jean Duca di Berry, appena ventenne. Il giovane Duca, mecenate delle arti e innamorato della cultura italiana del periodo vi fece soggiornare molti letterati, poeti e politici italiani. Intorno al 1367 il duca dà il via per il rifacimento e l'ampliamento del castello, che da forte si trasforma in un sontuoso castello signorile. Il castello fu costruito seguendo gli influssi del Gotico Internazionale e in special modo il gotico fiammeggiante. Era realizzato in tufo bianco e ardesia e era circondato di torri rotonde molto alte coronate da tetti e pinnacoli. Il castello fu il centro irradiatore della cultura francese del periodo e degli scambi culturali europei per tutto il primo del XV secolo. Il castello raggiunse il suo culmine quando i Fratelli Linbourg lo immortalarono nelle splendide miniature delle Très Riches Heures du duc de Berry, dedicato appunto a Jean de Berry.
Tuttavia il duca non poté godere a lungo della sua opera perché morì nel 1416. Durante il confutato periodo della Guerra dei Cento Anni il Castello passò nelle mani del futuro re di Francia Carlo VII di Valois. Nel 1429 fu anche la sede dell'incontro tra il delfino Carlo e Giovanna d'Arco.
Dopo la guerra dei cento anni il castello rimase una delle residenze preferite del re, tanto che morì nel castello nel 1461.Dopo Carlo VII i re successivi vi soggiornarono per brevi periodi, sede privilegiata per la corte stava diventando di fatto Amboise che raggiunse il suo culmine con Luigi XI e Carlo VIII. 
Nel 1505 Luigi XII assegna il castello ed il feudo al conte Galeazzo Sanseverino, divenuto consigliere di stato, cameriere del re e Gran Scudiero di Francia.
Nel corso del XVI secolo il castello è vittima di un primo incendio che segna il suo lento declino.
Nel XVI secolo ormai abbandonato fu danneggiato dalle Guerre di Religione. Dopo secoli di incuria il castello divenne di nuovo prede di saccheggi durante la Rivoluzione Francese .Nel 1840 fu iniziata un'opera di protezione dove fu introdotto nella Lista dei Monumenti Storici. Da allora le sue rovine (due torri e parte di una facciata con le fondamenta) sono costantemente monitorati .

## Galleria d'immagini

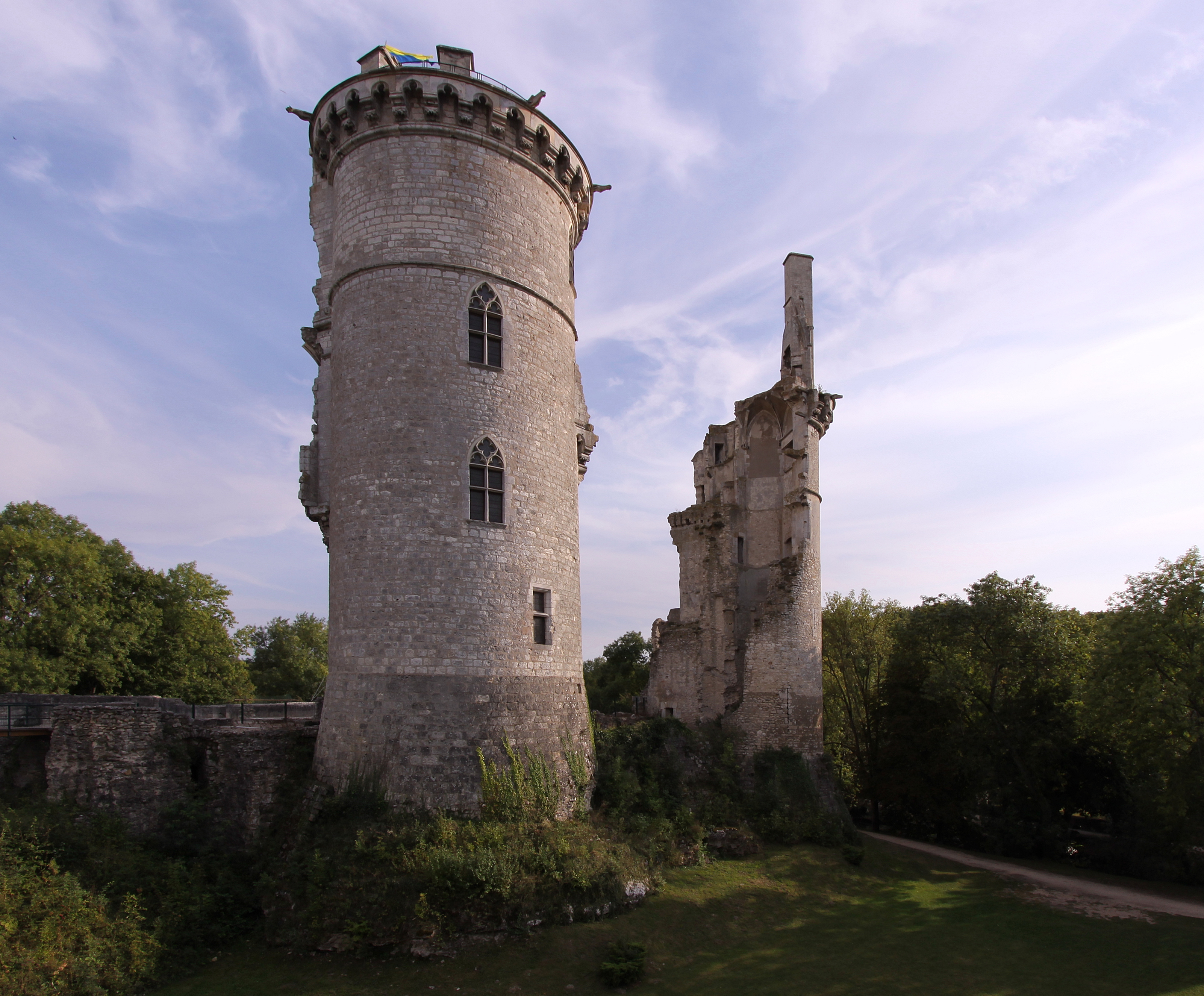
Vista delle torri
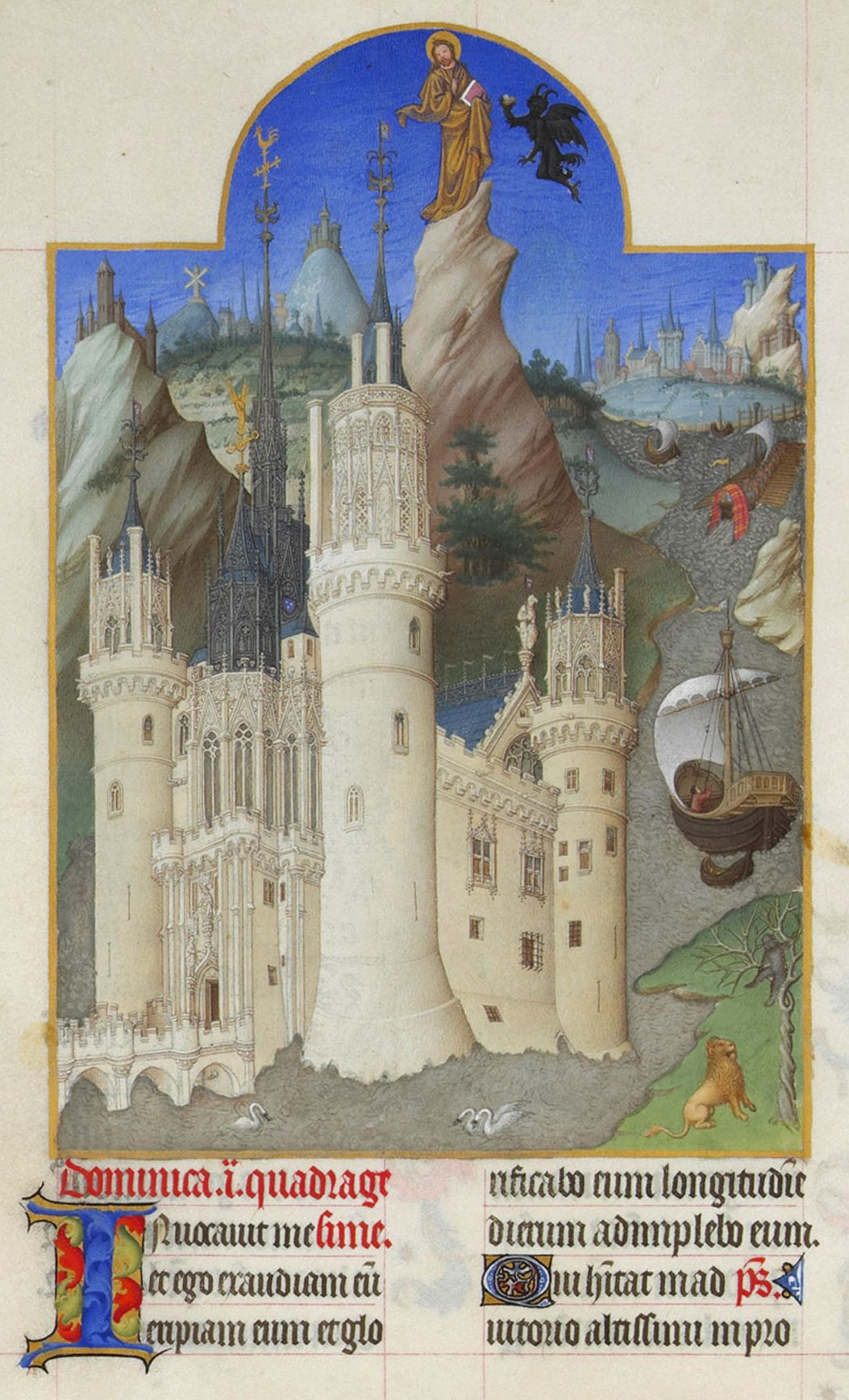
Castello di Mehun-sur-Yèvre raffigurato nel primo XV secolo dai Fratelli Limbourg nel Très Riches Heures du duc de Berry
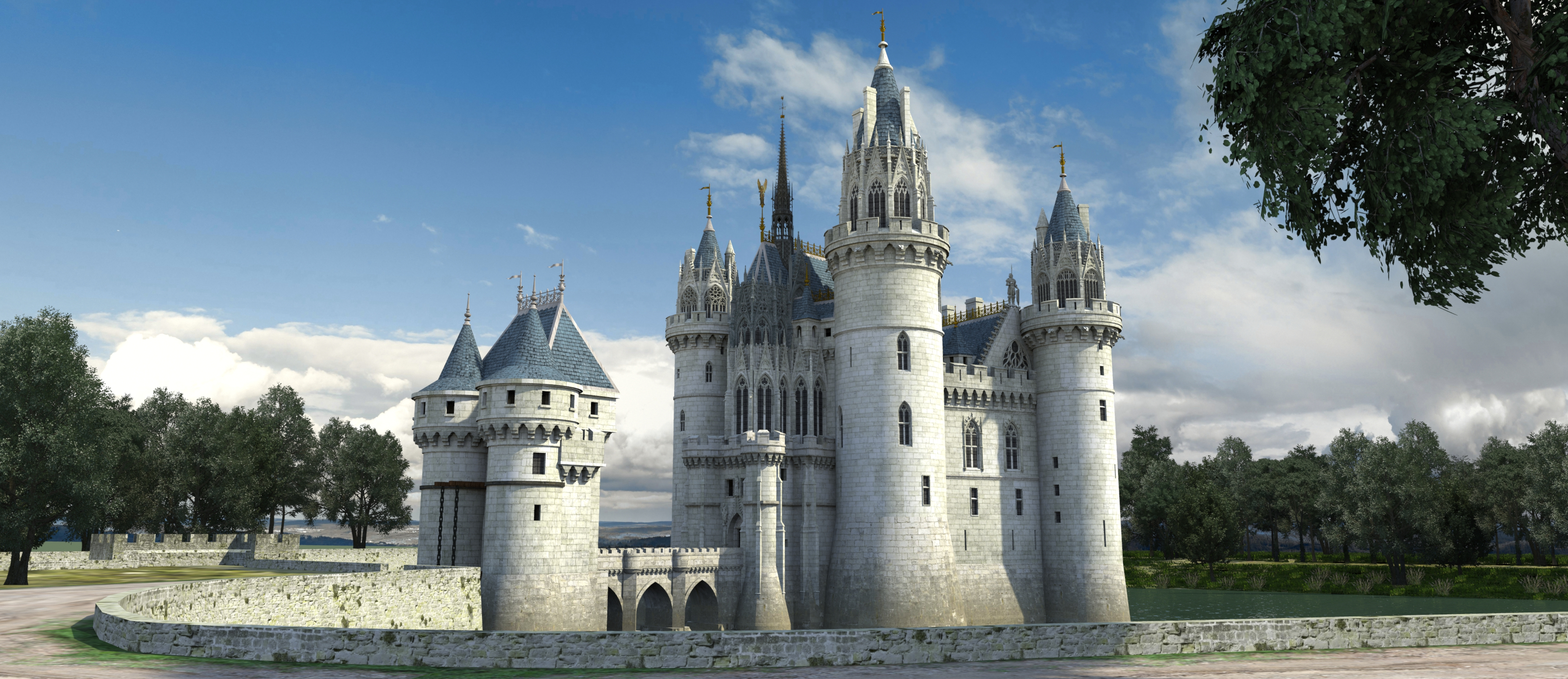
Ricostruzione 3D del castello, basata sulle miniature delle Trés Riches Heures de Duc de Berry dopo i lavori voluti da Jean I duca di Berry, per la ricostruzione è stata di fondamentale importanza lo studio delle fonti iconografiche, scritte e archeologiche scoperte dagli studiosi